# Яма (річка)

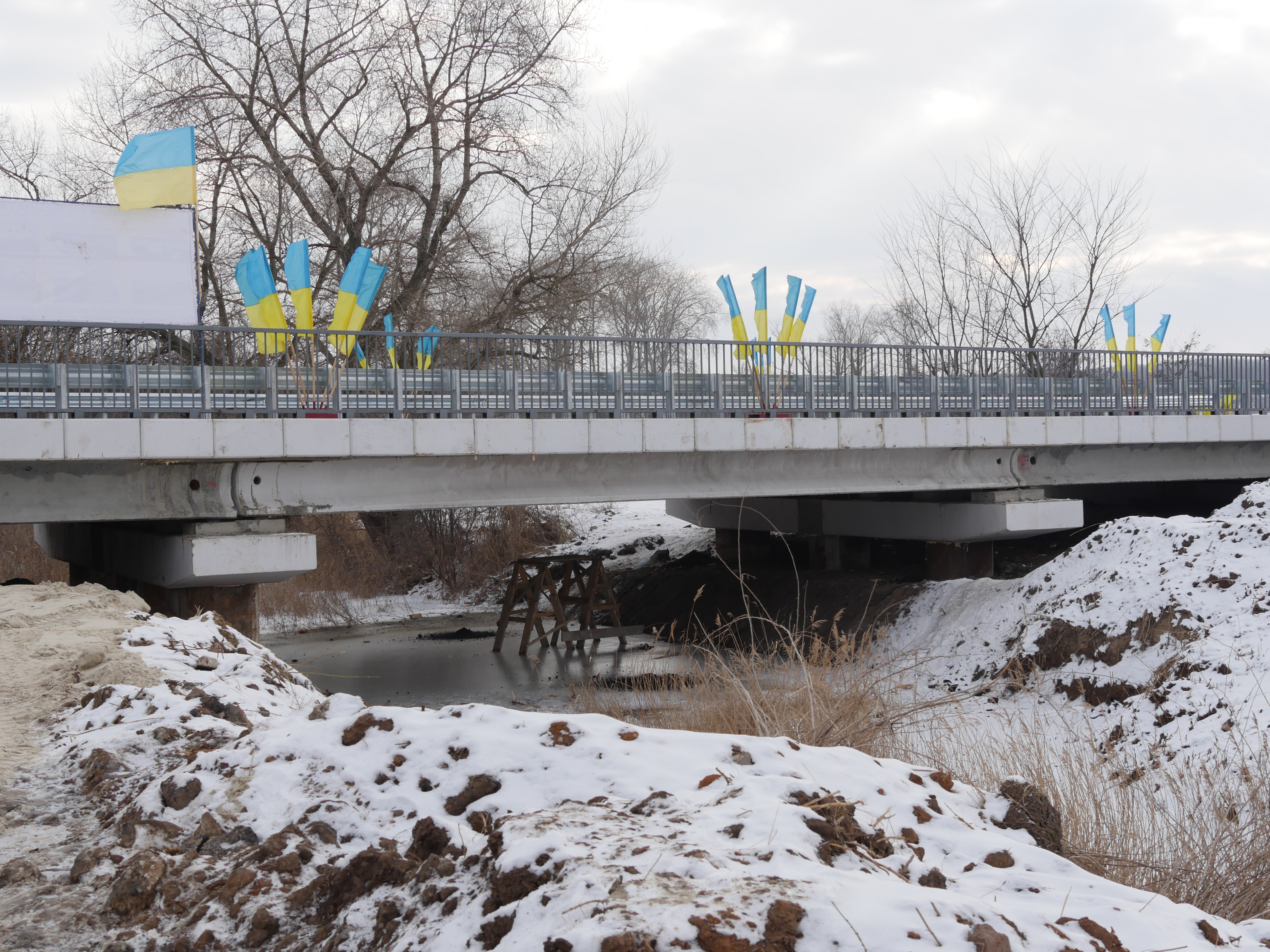

Яма — річка в Україні, в межах Бахмутського району Донецької області. Права притока Бахмутки (басейн Дону).

## Опис
Загальна протяжність річки за уточненими даними становить 16,7 км, площа басейну 88,6 км².  
Яма бере свій початок біля села Спірне Соледарської міської громади Бахмутського району. Координати витоку 48°48′ пн. ш. 38°16′ сх. д., висота витоку —180 м над рівнем моря. Впадає до Бахмутки у м. Сіверськ Бахмутського району за 16 км від її гирла. Координати гирла 48°50′ пн. ш. 38°05′ сх. д., висота гирла — 60 м над рівнем моря. Таким чином падіння річки становить 120 м, середній похил — 7,2 м/км. Тече переважно зі сходу на захід. 
У басейні річки 10 річок і струмків, з яких 2 мають довжину більш 4 км, 7 безпосередньо впадає в Яму. Русло надмірно зарегульовано, споруджено водосховища Званівське (59,5га), Іванодаріївське, які призначені для зрошення та риборозведення, та каскад невеликих ставків в верхній течії (всього 13 загат). Живлення переважно снігове, тому витрата води протягом року нерівномірна. Характер течії — спокійний, швидкість течії невелика, на деяких ділянках майже нульова. Весняна повінь займає близько трьох тижнів, з лютого по березень, але, через високу зарегульованість річки, майже не помітна. 
Річище завширшки 1,5 - 3 м, в гирлі досягає 6 м, а в зоні водосховищ — до 425 м., помірно звивисте, найкоротша відстань між витоком і гирлом — 13,87  км, коефіцієнт звивистості річки — 1,2.  Дно мулисте, нерівне, зі змінною глибини від 0,3 м до 1,2 м., береги низькі, зарослі вологолюбною рослинністю. Льодостав нестійкий, замерзає зазвичай в середині грудня з поверхневою товщиною льоду 5-10 см (на водосховищах до 30 см), скресає до початку березня.
За характером рельєфу Яма є рівнинною річкою, її басейн являє собою підвищену рівнину з добре розвинутими ерозійними формами рельєфу. Долина річки у верхів'ях — балочного типу, у середній течії трапецієподібна, у нижній течії набуває асиметрії: правий схил більш крутий і короткий, лівий — більш пологий. Заплава річки двостороння, більшою частиною суха та рівна. Ширина заплави становить 100-200 м., в деяких місцях до 350 м. Заплавні землі використовуються переважно під природні кормові угіддя, рідше — під орні землі.
Гідрологічне районування — Сіверськодонецько-Дніпровська область зони недостатньої водності рівнинної частина України. Середній річковий стік становить від 1,5 до 2 літр/сек з км2.
Населені пункти за течією річки: Спірне, Івано-Дар'ївка, Сіверськ.
Вздовж русла розташовані землі сільськогосподарського призначення.
В верхній течії Ями, на її правому березі, розташована геологічна пам'ятка природи місцевого значення — Івано-Дар'ївський розріз.

## Водозбірний басейн
Яма (витік — село Спірне, гирло — місто Сіверськ)
- Куций (струмок) — права притока, пересихаючий, довжина 2 км, впадає в Яму за 1,62 км від її гирла, бере початок у верхівці Куцого Яру, 1 загата, населені пункти: колишні хутір Куций Яр, село Нижня Радивонівка.
- Безіменний (струмок) — права притока, пересихаючий, довжина 1,4 км, впадає в Яму за 4,64 км від її гирла, бере початок в урочище Великий Макорт.
- Балка Берестова (річка) — ліва притока, довжина 10 км, впадає в Яму за 5,7 км від її гирла, 5 загат, населені пункти: Берестове, Виїмка.
- Безіменний (струмок) — права притока, пересихаючий, довжина 1,2 км, впадає в Яму за 10,7 км від її гирла, у гирлі — село Івано-Дар'ївка.
- Писецький (струмок) — ліва притока, пересихаючий, довжина 4,36 км, впадає в Яму за 11,95 км від її гирла, бере початок в урочище Писецьке, з колишнього села Писецьке (хутір Микільський), протікає Балкою Грицієвою, 2 загати, населені пункти: колишні село Писецьке (знято з облікових даних в 1983р.), хутір Земляний.

## Транспортна інфраструктура
Річку перетинають автодороги та залізниця: 
- автошлях Т 0513 (у Сіверську), районні автомобільні дороги загального користування С050306 (у Спірному), С050316 (і Івано-Дар'ївці)[2]. Недалеко від витоку пролягає автошлях Т 1302.
- залізничні гілки ліній Сіверськ - Родакове та Лиман - Микитівка Лиманської дирекції Донецької залізниці (у Сіверську). На правому березі, на відстані 2,6 км, розташована залізнична станція Сіверськ.

У верхів'ях Ями пролягає магістральний газопровід "Шебелинка-Слов'янськ-Луганськ" та розміщується газокомпресорна станція "Лоскутівка". В середній течії річку перетинає магістральний нафтопровід "Лисичанськ-Кременчук" ВАТ "Укртранснафта". 

## Цікаві факти
- До 1970-х років річка була стрімкою та повноводною, однак в результаті господарської діяльності людини зневоднилася та зміліла.
- З 1940-х до початку 2020-х років річка Яма на мапах, дорожніх покажчиках та у документах помилково позначалася Сухою Плотвою[3]. Сіверський краєзнавець Гатченко Віталій  наприкінці 2010-х за протязі декількох років проводив роботу  з відповідними державними службами та установами щодо виправлення помилки[4], що і дозволило повернути річці її справжню назву.
- Влітку 2014 року проросійські бандформування підірвали автомобільний міст через річку в м. Сіверськ, який в 2016 році було відновлено.